# 2008年足球
请参看：
- 丁亥年（豬年）
- 2008年电影
- 2008年文学
- 2008年音乐
- 2008年体育
- 2008年电视
- 香港2008年
- 逝世公告

以下記載著2008年世界各地有關足球的重要事件。

## 大事紀
- 首屆世界女子少年足球錦標賽（FIFA U-17 Women's World Cup）於紐西蘭舉行[1]。

### 1月至3月
- 1月16日－奇雲·基瑾繼1992年後再度出任紐卡素領隊[2]。
- 1月20日－華拉度列前鋒羅倫迪創造了西甲歷史最快入球紀錄，他對愛斯賓奴時開場7.82秒即攻破對方大門。 [3]
- 2月1日－西維爾前鋒簡路迪當選2007年非洲足球先生[4]
- 2月6日－慕尼黑空難50年周年，曼聯主球場奧脫福球場舉行悼念儀式，為紀錄空難曼聯在4日後的曼徹斯特打比，雙方各自穿上1950年代經典球衣，球衣沒有英超標誌、贊助商廣告及球員名字[5]。
- 2月10日－非洲國家盃決賽，埃及以1:0戰勝喀麥隆獲得第6次獲得冠軍[6]。
- 2月13日－查柏東尼宣佈於5月與薩爾茨堡紅牛約滿後正式擔任愛爾蘭國家足球隊領隊[7]。
- 2月16日－AC米蘭隊長保羅·馬甸尼在意甲聯賽對帕爾馬時後備入替，創出為AC米蘭上陣第1000場的紀錄[8]。
- 2月23日－阿仙奴前鋒伊度亞度達施華在對伯明翰時，比賽至3分鐘就被對方球員馬田·泰萊鏟傷，馬田·泰萊直接紅牌離開。而伊度亞度即時被送入醫院，其後證實斷腳，可能需要長達休息9個月[9]。
- 2月24日－英格蘭聯賽盃決賽（英语：2008 Football League Cup Final），熱刺在加時賽階段擊敗車路士第4次奪得冠軍[10]
- 3月2日－前伊朗國家隊隊長阿里戴伊擔任伊朗國家足球隊領隊。[11]

### 4月至6月
- 5月14日－在英格蘭曼徹斯特舉行的歐洲足協盃決賽，俄羅斯球隊辛尼特以2比0擊敗蘇格蘭球隊格拉斯哥流浪首次獲得冠軍。
- 5月21日－在俄羅斯莫斯科舉行的歐洲聯賽冠軍盃決賽，是首次由兩隊英格蘭超級聯賽球隊角逐冠軍，兩隊英倫球會曼聯及車路士在法定時間未能出勝負，最終曼聯在十二碼階段以6比5擊敗車路士，繼1999年後第三次成為歐洲冠軍。
- 6月7日至6月29日－歐洲國家盃決賽週，最终西班牙1-0击败德国，获得冠军[12]。

## 各地聯賽及盃賽冠軍

### 亞洲（AFC）
| 國家及地區 | 聯賽 / 盃賽           | 球隊         | 奪標次數 | 上次奪標 |
| ---------- | --------------------- | ------------ | -------- | -------- |
|            | 澳大利亞職業足球聯賽  | 紐卡素噴射機 | 1        | 首次     |
| 巴林       | 巴林超級足球聯賽      | 阿爾慕哈瑞克 | 30       | 2007     |
| 中国       | 中国足球超级联赛      | 山東魯能泰山 | 2        | 2006     |
| 香港       | 香港足球甲級聯賽 冠軍 | 南華         | 38       | 2007     |
| 香港       | 香港足總盃 冠軍       | 公民         | 1        | 首次     |
| 香港       | 香港聯賽盃 冠軍       | 南華         | 2        | 2001     |
| 香港       | 香港高級組銀牌 冠軍   | 東方         | 8        | 1994     |

### 歐洲（UEFA）
| 聯賽 / 盃賽            | 冠軍球隊     | 奪標次數   | 上次奪標   |
| 阿尔巴尼亚             | 阿尔巴尼亚   | 阿尔巴尼亚 | 阿尔巴尼亚 |
| ---------------------- | ------------ | ---------- | ---------- |
| 阿爾巴尼亞超級足球聯賽 | 地拉那戴拿模 | 17         | 2002       |
| 阿爾巴尼亞盃           | 維拉斯尼亞   | 6          | 1987       |
| 阿爾巴尼亞超級盃       | 地拉那戴拿模 | 2          | 1989       |

| 國家     | 最高級別聯賽                   | 聯賽冠軍                                                         | 盃賽冠軍 |
| -------- | ------------------------------ | ---------------------------------------------------------------- | -------- |
| 安道爾   | 甲組聯賽：FC Santa Coloma（4） | 安道爾盃：UE Sant Julià（1） 超級盃：FC Santa Coloma（4）        |          |
| 亞美尼亞 | 甲組聯賽：Pyunik Yerevan（11） | 亞美尼亞盃：FC Ararat Yerevan（5） 超級盃：FC Pyunik（6）        |          |
| 奧地利   | 超級聯賽：SK Rapid Wien（32）  | 奧地利盃：SV Horn（1） 超級盃：SK Rapid Wien（4）                |          |
|          | 甲組聯賽：Inter Baku（1）      | 亞塞拜然盃：Khazar-Lenkoran（2）                                 |          |
| 白俄羅斯 | 超級聯賽：FC BATE（5）         | 白俄羅斯盃：MTZ列普（2）                                         |          |
| 比利時   | 甲組聯賽：標準列日（9）        | 比利時盃：安德列治（9）                                          |          |
|          | 超級聯賽：FK Modriča（1）      | 波斯尼亞盃：HŠK Zrinjski Mostar（1）                             |          |
| 保加利亞 | 甲組聯賽：索菲亞中央陸軍（31） | 保加利亞盃：利特克斯（3） 超級盃：索菲亞中央陸軍（3）            |          |
|          | 甲組聯賽：薩格勒布戴拿模（10） | 克羅地亞盃：薩格勒布戴拿模（9）                                  |          |
|          | 甲組聯賽：阿諾索西斯（13）     | 賽普勒斯盃：APOEL（19） 超級盃：APOEL（10）                      |          |
| 捷克     | 甲組聯賽：布拉格斯拉維亞（6）  | 捷克盃：布拉格斯巴達（5）                                        |          |
| 丹麥     | 超級聯賽：阿爾堡（3）          | 丹麥盃：邦比（6）                                                |          |
| 英格蘭   | 超級聯賽：曼聯（17）           | 足總盃：樸次茅夫（2） 聯賽盃：托定咸熱刺（4） 社區盾：曼聯（17） |          |
| 愛沙尼亞 | 甲組聯賽：塔林利瓦迪亞（6）    | 愛沙尼亞盃：塔林弗罗拉（3） 超級盃：納爾瓦（2）                  |          |
| 法羅群島 | 甲組聯賽：拉克斯域克（1）      |                                                                  |          |
| 芬蘭     | 超級聯賽：FC Inter Turku（1）  | 聯賽盃：FC Inter Turku（1） 芬蘭盃：HJK赫爾辛基（10）            |          |
| 法國     | 甲組聯賽：里昂（7）            | 法國盃：里昂（4） 聯賽盃：巴黎聖日耳門（3） 超級盃：波爾多（2）  |          |

## 國際性賽事

### 球會級
| 賽事                     | 賽事                               | 決賽舉行地點                 | 冠軍                     | 亞軍                               | 決賽比數                                      |
| ------------------------ | ---------------------------------- | ---------------------------- | ------------------------ | ---------------------------------- | --------------------------------------------- |
| 世界                     | 世界冠軍球會盃                     | 日本橫濱，橫濱國際綜合競技場 | 曼聯（第一次奪冠）       | 利加大學                           | 1 - 0                                         |
| 歐洲                     |                                    |                              |                          |                                    |                                               |
|                          | 俄羅斯莫斯科，盧日尼基體育場       | 曼聯（第三次奪冠）           | 車路士                   | 1 - 1 （加時 1 - 1，十二碼 6 - 5） |                                               |
|                          | 英格兰曼徹斯特，曼徹斯特城市運動場 | 辛尼特（第一次奪冠）         | 格拉斯哥流浪             | 2 - 0                              |                                               |
| 歐洲超霸盃               | 法國摩納哥，路易二世體育場         | 辛尼特（第三次奪冠）         | 曼聯                     | 2 - 1                              |                                               |
| 南美洲                   | 南美自由盃                         | 決賽採用主客制進行           | 利加大學（第一次奪冠）   | 富明尼斯                           | 兩回合 5 - 5 （加時 0 - 0，十二碼 3 - 1）     |
| 南美洲                   | 南美球會盃                         | 決賽採用主客制進行           | 國際體育會（第一次奪冠） | 學生隊                             | 兩回合 1 - 1 （加時 2 - 1）                   |
| 中北美洲                 |                                    |                              |                          |                                    |                                               |
| 中北美洲及加勒比海冠軍盃 | 決賽採用主客制進行                 | 帕丘卡（第三次奪冠）         | 帕丘卡                   | 兩回合 3 - 2                       |                                               |
| 北美超级联赛             | 美国福克斯堡，吉列體育場           | 新英倫革命（第一次奪冠）     | 侯斯頓戴拿模             | 2 - 2 （加時 2 - 2，十二碼 6 - 5） |                                               |
| 亞洲                     |                                    |                              |                          |                                    |                                               |
| 亞洲聯賽冠軍盃           | 決賽採用主客制進行                 | 大阪飞脚（第一次奪冠）       | 阿德萊德聯               | 两回合 5 - 0                       |                                               |
| 亞洲足協盃               | 決賽採用主客制進行                 | 慕哈瑞克（第一次奪冠）       | 薩法                     | 两回合 10 - 5                      |                                               |
| 亞洲足協會長盃           | 比什凱克                           | 塔吉克冶鋁廠（第二次奪冠）   | 多多伊戴拿模             | 1 - 1 （加時 1 - 1，十二碼 4 - 3） |                                               |
| 非洲                     | 非洲聯賽冠軍盃                     | 決賽採用主客制進行           | 艾阿里（第六次奪冠）     | 棉花體育                           | 两回合 4 - 2                                  |
| 非洲                     | 非洲聯盟盃                         | 決賽採用主客制進行           | 斯法克斯（第二次奪冠）   | 沙希爾星隊                         | 兩回合以 2–2 賽和，斯法克斯憑作客入球優惠勝出 |
| 大洋洲                   | 大洋洲聯賽冠軍盃                   | 決賽採用主客制進行           | 韋達基利聯（第二次奪冠） | 科薩                               | 兩回合 6 - 3                                  |

### 國家級
| 賽事 | 賽事                   | 舉行地點       | 冠軍   | 亞軍     | 決賽比數 |
| ---- | ---------------------- | -------------- | ------ | -------- | -------- |
| 世界 | 夏季奧運會足球比賽     | 中国北京       | 阿根廷 | 奈及利亞 | 1 - 0    |
| 世界 | 世界室內五人足球錦標賽 | 巴西里約熱內盧 | 巴西   | 西班牙   |          |
| 世界 | 土倫盃                 | 法國土倫       | 法國   | 智利     |          |
| 歐洲 | 歐洲國家盃             | 奥地利及 瑞士  | 西班牙 | 德国     | 1 - 0    |

## 獎項

### 國際性
- 世界足球先生：基斯坦奴朗拿度
- 歐洲足球先生：基斯坦奴朗拿度
- 歐洲金靴獎：基斯坦奴朗拿度
- 歐洲足球會獎
  - 最有價值球員：基斯坦奴朗拿度
  - 最佳門將：施治
  - 最佳後衛：泰利
  - 最佳中場：林柏特
  - 最佳前鋒：基斯坦奴朗拿度
  - 最佳領隊：費格遜
- 南美足球先生：
- 亞洲足球先生：杰帕罗夫
- 非洲足球先生：艾迪巴約
- 大洋洲足球先生：

### 國家性
- 英格兰
  - 英格蘭FWA足球先生：
  - 英格蘭PFA足球先生：
  - PFA年度最佳青年球員：
- 苏格兰
  - 蘇格蘭足球先生：（格拉斯哥流浪）
  - 蘇格蘭PFA足球先生：
  - 蘇格蘭PFA年度最佳青年球員：
- 德国
  - 德國足球先生：（拜仁慕尼黑）
- 義大利
  - 義大利足球先生：（祖雲達斯）
- 保加利亚
  - 保加利亞足球先生：迪米塔尔·贝尔巴托夫（曼聯）
- 瑞典
  - 瑞典足球先生：兹拉坦·伊布拉希莫维奇（國際米蘭）
- 香港
  - 香港足球先生：李海強（南華）

## 備注及参考文献
1. ↑  . fifa.com.   [2021-08-22]. （原始内容存档于2022-05-01） （英语）.
2. ↑  .   [2009-05-19]. （原始内容存档于2012-06-02）.
3. ↑  .   [2009-05-19]. （原始内容存档于2009-02-19）.
4. ↑  .   [2009-05-19]. （原始内容存档于2008-02-14）.
5. ↑  .   [2011-12-02]. （原始内容存档于2008-03-13）.
6. ↑  .   [2009-05-19]. （原始内容存档于2019-10-24）.
7. ↑  .   [2009-05-19]. （原始内容存档于2008-04-07）.
8. ↑  .   [2009-05-19]. （原始内容存档于2019-02-14）.
9. ↑  .   [2009-05-19]. （原始内容存档于2020-11-20）.
10. ↑  . the Guardian. 2008-02-25  [2021-08-22]. （原始内容存档于2021-08-22） （英语）.
11. ↑  .   [2009-05-19]. （原始内容存档于2008-03-09）.
12. ↑  . sports.cctv.com. 央视网.   [2021-08-22]. （原始内容存档于2021-11-01）.